# Anno 2070
Anno 2070 je pátým dílem série Anno. Titul společně vyvinula německá studia Related Designs a Blue Byte a vydal Ubisoft. Hra je kombinací bojové a obchodní strategie.

## Příběh
V roce 2070 globální oteplovaní rozpustilo všechny ledovce a pobřeží všech kontinentů je zatopeno. Jako kapitán Archy – futuristického plavidla – je hráč pověřen, aby kolonizoval ostrovy.